# Nigel Patrick
Nigel Patrick (gebürtig: Nigel Dennis Wemyss-Gordon; * 2. Mai 1913 in London; † 21. September 1981 ebenda) war ein britischer Film- und Theaterschauspieler sowie Filmregisseur.

## Leben
Nigel Patrick wurde als Sohn des Schauspielerehepaares Charles Wemyss und Dorothy Turner in London geboren. Er stand ab 1932 auf Theaterbühnen, sein Debüt war das Stück The Life Machine, welches er am Regent Theatre in London absolvierte. Zu seinem erfolgreichsten Stück zählte jedoch George and Margaret, welches rund 800-mal am Wyndham’s Theatre im Londoner West End zur Aufführung gebracht wurde. 1940 stand Patrick im Kriminalfilm Mrs. Pym of Scotland Yard erstmals vor der Kamera. Kurz danach wurde er jedoch als Soldat in den Zweiten Weltkrieg entsendet, wo er rund fünf Jahre lang als Infanterist im renommierten King’s Royal Rifle Corps eingesetzt wurde. Er kämpfte unter anderem im Mittleren Osten, in Afrika und zuletzt in Italien.
1946 feierte er mit der Theaterstückverfilmung Morning Departure von Kenneth Wooland sein Comeback als Schauspieler. 1949 lernte er am Set von Silent Dust, einem Filmdrama, die Schauspielerin Beatrice Campbell kennen. Die junge Witwe – ihr erster Ehemann Robert MacClancy war durch einen Kampfeinsatz als Bomberpilot getötet worden – und er verliebten sich und heirateten 1951. Sie bekamen zwei gemeinsame Kinder. 1953 standen Campbell und Patrick im Thriller Grand National Night erneut gemeinsam vor der Kamera.
Nigel Patrick war seit Ende der 1940er Jahre ein bekannter britischer Schauspieler, der Hauptrollen oder größere Nebenrollen übernahm. 1951 verkörperte er in Pandora und der Fliegende Holländer einen Rennfahrer, welcher der von Ava Gardner gespielten Pandora verfallen ist. Im selben Jahr war er außerdem in dem preisgekrönten Lehrerdrama Konflikt des Herzens neben Michael Redgrave. 1952 wirkte er unter David Leans Regie in der Rolle eines Piloten an dem Drama Der unbekannte Feind mit, außerdem trat er als Mr. Jingle in der Charles-Dickens-Verfilmung The Pickwick Papers auf. 1959 hatte er die Hauptrolle eines Ermittlers in dem Kriminalfilm Das Mädchen Saphir, der den BAFTA als Bester britischer Film des Jahres gewann. Zu Patricks bekanntesten Filmen zählt ferner der 1969 produzierte Kriegsfilm Luftschlacht um England zählte. In The Great Waltz, 1972 inszeniert, verkörperte er den österreichischen Komponisten Johann Strauss. 
Von 1962 bis 1965 wagte er einen Exkurs in die Welt einer Fernsehserie und stand so in 39 Episoden von Kennziffer 01 (Zero One) als Hauptdarsteller in der Rolle des Inspektors Allan Garnett von der Internationalen Flugsicherheitsbehörde in London vor der Kamera. Diese Rolle machte ihn auch in Deutschland sehr bekannt. Es war einer der ersten Fernsehserien, die das ZDF kurz nach dem Sendestart (1963) erstmals ausstrahlte und wenige Jahre später wiederholte.
In seinem Leben stand Patrick aber auch zweimal als Regisseur hinter der Kamera. Sein Filmdebüt war die 1957 produzierte Filmkomödie How to Murder a Rich Uncle, einem der ersten Filme, in denen Michael Caine zu sehen war. Nur vier Jahre später, 1961, übernahm er die Regie des Dramas Johnny Nobody.
Für seine Rolle in Der unbekannte Feind wurde er 1953 für den British Film Academy Award nominiert. 1958 wurde er für sein Mitwirken in der amerikanischen Produktion Das Land des Regenbaums für den Golden Globe Award als Bester Nebendarsteller nominiert.
Im Mai 1979 starb Patricks Ehefrau Beatrice Campbell im Alter von erst 56 Jahren. Kurze Zeit später wurde bei Patrick Lungenkrebs diagnostiziert; eine Krankheit, an der der Schauspieler rund zweieinhalb Jahre später starb.

## Filmografie (Auswahl)
- 1948: Die seidene Schlinge (Noose)
- 1949: Geliebte nach Maß (The Perfect Woman)
- 1949: Das schweigende Dunkel (Silent Dust)
- 1950: So ist das Leben (Trio)
- 1950: Die Nacht begann am Morgen (Morning Departure)
- 1951: Pandora und der Fliegende Holländer (Pandora and the Flying Dutchman)
- 1951: Dakapo (Encore)
- 1951: Konflikt des Herzens (The Browning Version)
- 1951: Mit Küchenbenutzung (Young Wives‘ Tales)
- 1952: Mr. Pickwick (The Pickwick Papers)
- 1952: Der unbekannte Feind (The Sound Barrier)
- 1954: Verbotene Fracht (Forbidden Cargo)
- 1955: … aber lieb sind sie doch! (All for Mary)
- 1955: Kennwort: Berlin-Tempelhof (A Prize of Gold)
- 1957: Onkel George und seine Mörder (How to murder a Rich Uncle) (& Regie)
- 1957: Der Ring der Gejagten (Count Five and Die)
- 1957: Das Land des Regenbaums (Raintree County)
- 1958: Der Mann ohne Nerven (The Man Inside)
- 1959: Das Mädchen Saphir (Sapphire)
- 1959: Die Herren Einbrecher geben sich die Ehre (The League of Gentleman)
- 1960: Der Mann mit der grünen Nelke (The Trials of Oscar Wilde)
- 1960: Der Schuß aus dem Nichts (Johnny Nobody) (& Regie)
- 1962: Polizeispitzel X 2 (The Informers)
- 1962–1965: Kennziffer 01 (Zero One)
- 1969: Rekruten im Todesdschungel (The Virgin Soldiers)
- 1969: Der Vollstrecker (The Executioner)
- 1969: Luftschlacht um England (Battle of Britain)
- 1972: Der große Walzer (The Great Waltz)
- 1973: Der Mackintosh Mann  (The MacKintosh Man)
- 1980: Rätselhafte Morde (Blunt Instrument)

## Auszeichnungen
- 1953: Nominiert für den British Film Academy Award als bester ausländischer Darsteller, für: Der unbekannte Feind
- 1958: Nominiert für den Golden Globe Award als bester Nebendarsteller, für: Das Land des Regenbaums
- 1960: Zulueta Prize, am Festival Internacional de Cine de Donostia-San Sebastián, für: Die Herren Einbrecher geben sich die Ehre